# 尾澤酒造場
株式会社尾沢酒造場（おざわしゅぞうじょう、OZAWA Sake Brewery Co.,Ltd.）は、日本の清酒製造業者。登記上の商号は新字体の「沢」を用いているが、創業家の姓は旧字体の「澤」を用いているため、ウェブサイトなどでは旧字体で尾澤酒造場（おざわしゅぞうじょう）とも表記される。

## 概要
長野県長野市に本社を置く清酒製造業者である。主に清酒の製造、販売を手掛けている。蔵は標高400メートル級の山中に立地しており、そこで蔵人の手造りで清酒を醸造している。生産石数は60石ほどであり、日本国内の酒蔵としては小規模な酒蔵の一つである。生産量は少ないながらも、「美寿々錦」や「十九」といった銘柄が知られている。また、そのほかにも、甘酒などの清涼飲料水や、漬物の製造、販売なども手掛けている。

## 来歴
文政年間（おおよそ1820年頃）に創業した。長野県上水内郡信州新町の山中に蔵を構え、代々に渡って地元に向けた清酒を醸造してきた。生産石数は60石ほど、蔵人も数名という小規模な蔵元であるが、平成に入ると「美寿々錦」が全国新酒鑑評会で金賞を受賞するなど、賞歴を重ねたことから注目を集めた。なお、2010年に信州新町が長野市に編入されたことから、蔵の住所は長野県長野市になった。

## 銘柄
清酒の代表的な銘柄は、「美寿々錦」や「十九」である。「美寿々錦」という酒名は、「信濃」の枕詞である「みすずかる」に由来するとされる。また、「十九」という酒名は、人間なら二十歳で一人前になるが、清酒造りで一人前になるにはまだまだ道半ばである、との思いを込めて名付けられた。